# 行器

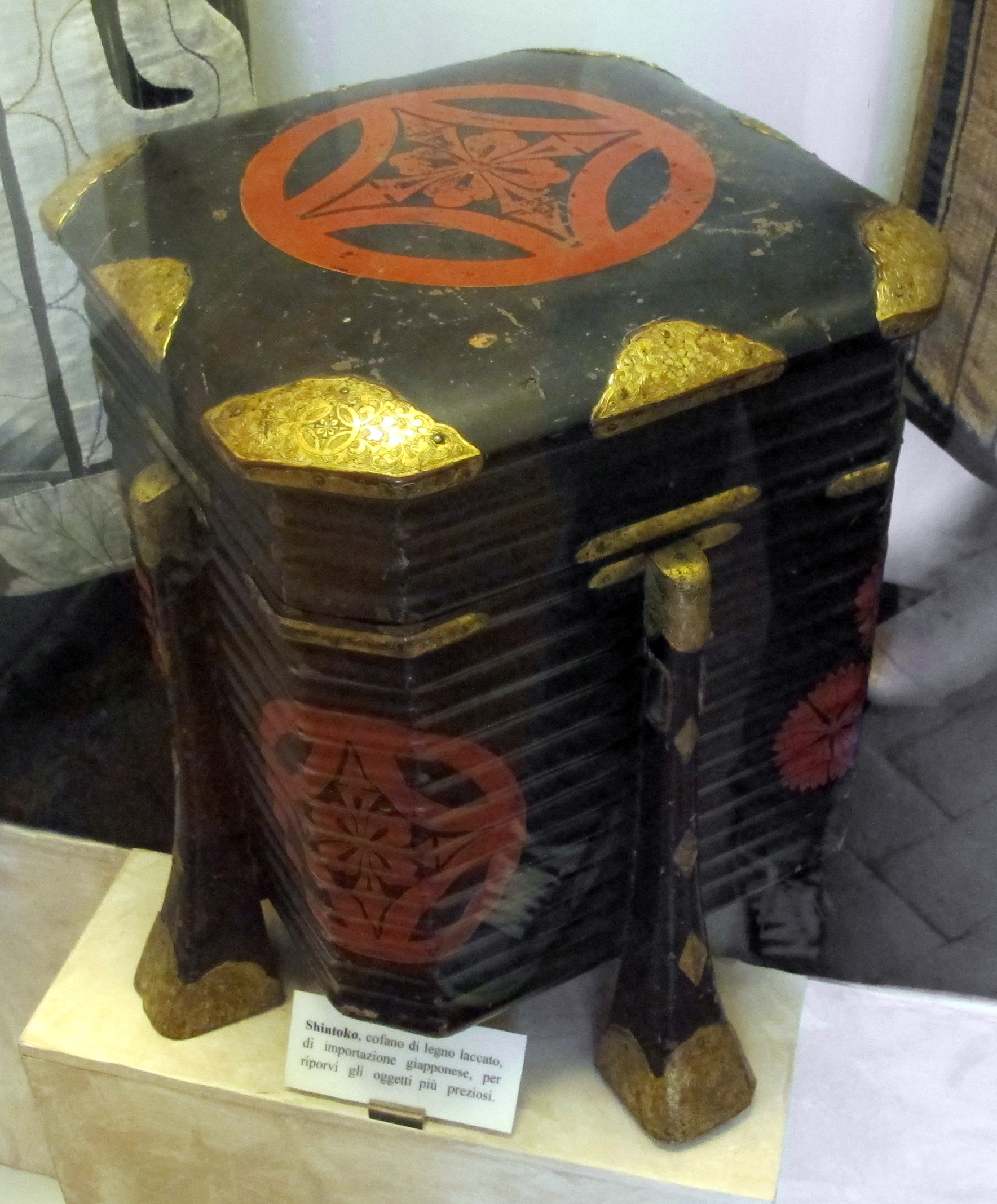
イタリア・フィレンツェの博物館に収蔵された行器。ここでは、アイヌ文化のコーナーに「シントコ」の名で展示されている

行器（ほかい）(外居とも表記される）とは、中世から近世の日本において、儀礼の際に食物を運搬する目的で用いられた容器である。アイヌ語では「シントコ」と呼ばれる。

## 概要
行器は直径3,40cm内外の円筒形で、3ないし4本の脚を持つ蓋つきの漆器である。
名称の「ほかい」は「ほかう」（祝う）の名詞形で、元来は神仏に食物を捧げる行為を意味し、
神饌を盛り付ける器だった。
時代が下るにつれて供物以外にも、野遊びなどハレの行事の折に食物を持ち運ぶ用途にも用いられ、「行楽の器」として「行器」の字が当てられた。
さらに「ほかい」の音に「外に居る際の器」の意をかけて「外居」との当て字も生まれた。実際に持ち運ぶ場合は、脚に絡ませた紐で蓋を固定したうえ、天秤棒に結わえる。
行器はすでに平安時代から使用の痕跡が見られ、中世の風俗が詳細に記された『春日権現験記』には、2つの行器を天秤棒の前後に固定して持ち運ぶ
人物が描かれている。この時代の行器は素木の曲物の基本形から大きく出ない簡素なものであった。
近世以降は民間において出産や還暦祝いに赤飯や饅頭を行器に詰めて贈る風習が定着した。
行器は家格を表すものとして、タガを嵌めて漆で蒔絵を施すなど、次第に複雑な技巧が凝らされていった。
長野県佐久地方の一部では行器（ほかい・ほけえ）という風習がある。会葬者が、行器に白米または米粉などを詰め、香典と一緒に霊前に供えることを言う。なお行器を使用せず、布袋や紙袋の中に米など入れ、供える行為も「行器」と呼ぶ。また、会葬者が持ち寄った米などを行器添（ホケーゾエ）と言う。

## アイヌによる利用

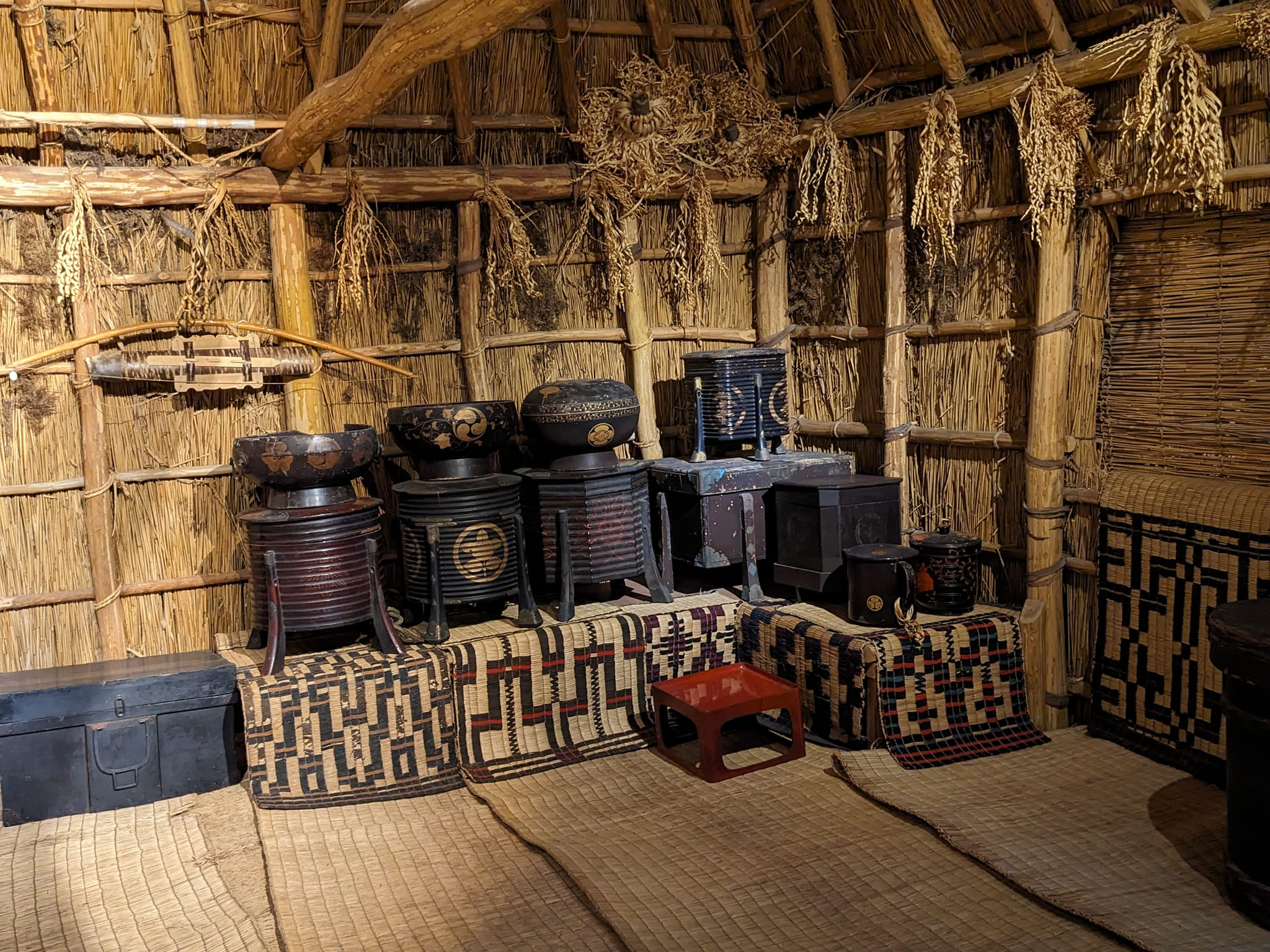
札幌市厚別区の北海道博物館に再現された、アイヌの伝統家屋・チセ。屋内北東部のイヨイキㇼ（宝物棚）に、シントコほか漆器類を飾る。

近世以降、北海道や樺太のアイヌ民族は日本本土から移入されたイタンキ（椀）、オッチケ（膳。折敷の訛り）、エトゥヌㇷ゚（片口）、エチュシ（湯桶）など漆器類をイコㇿ（宝物）として珍重してきたが、「シントコ」と呼ばれる行器は漆器類の中で最も重要視されていた。イオマンテやイチャルパ（先祖供養）、チセイノミ（新築祝い）など重要な儀礼の際はシントコを儀礼時の容器としてトノト（どぶろく）を醸造し、カムイに捧げた後に客人に振るまった。さらにシントコは宝物として贈答品、あるいはチャランケ（談判、裁判）で負けた者が賠償として払う品とされた。
かつてアイヌの社会では、多くの漆器類を所有している家が「猟運・商才に優れ、人望がある」富家と見なされ、特にシントコの数が家の格を示すものとされていた。